# Ахмеровский могильник
Ахмеровский могильник — археологический памятник III-IV веков. Находится в 0,3 км к югу от села Ахмерово. Открыт в 1972 году.

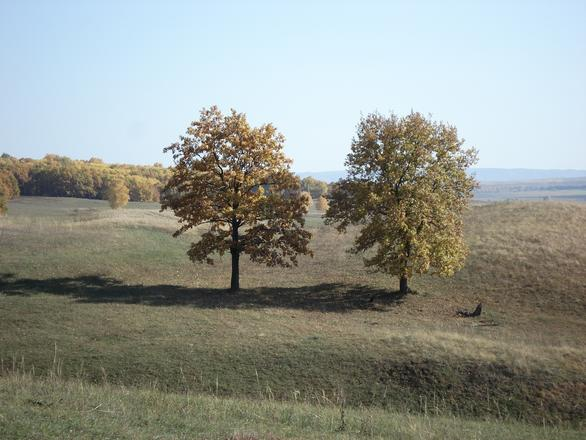
На опушке Ахмеровского леса

## История
Ахмеровский могильник открыт в 1972 году, изучен экспедицией под руководством археолога С. М. Васюткина в 1972—1974 годах. Относится к курганным могильникам. Изучено всего 27 курганов. Памятник свидетельствует о процессе взаимодействия позднесарматского населения, жившего на Урале и пришедшего из глубин Азии гуннов. Материалы Ахмеровского могильника переданы для хранения Музею археологии и этнографии Института этнологических исследований Уфимского научного центра РАН.